# بنیاد برفوت
بنیاد برفوت (به انگلیسی: Barefoot Foundation) (بنیاد پیس دکالزوس) یک مؤسسه خیریه کلمبیایی است که توسط هنرمند پاپ شکیرا در سال ۱۹۹۷، با هدف کمک به کودکان فقیر و بی‌سرپرست تأسیس شد. بیانیه رسالت بنیاد برفوت این است: "بنیاد برفوت کار می‌کند تا اطمینان حاصل کند که هر کودک کلمبیایی می‌تواند حق خود را برای یک آموزش با کیفیت به دست آورد. بنیاد ما با پرداختن به نیازهای اولیه آنها، جوامع آسیب پذیر را هدف قرار می‌دهد."
تمرکز اصلی این بنیاد بر روی کمک از طریق آموزش است و این سازمان دارای پنج مدرسه در کلمبیا است که برای ۴۰۰۰ کودک آموزش و وعده‌های غذایی تهیه می‌کنند.
در تاریخ ۲۷ آوریل ۲۰۱۴ شکیرا با دریافت جایزه قهرمان در جوایز موسیقی رادیو دیزنی بخاطر کارهای او در بنیاد پیس دکالزوس، تقدیر شد.
برفوت در زبان فارسی به معنای پابرهنه است.